# Миглена Тачева
Миглена Янакиева Тачева е български юрист и политик. От 2007 до 2009 г. е министър на правосъдието в правителството на Сергей Станишев. От 2016 г. директор на Националния институт на правосъдието.

## Биография
Миглена Тачева е родена на 24 май 1960 г. в Провадия, Варненска област. Завършва право в Юридическия факултет на Софийски университет „Св. Климент Охридски“. Паралелно, докато е студент, работи в завод за навигационна техника като бобиньорка. 
Говори руски и английски език.

### Професионална и политическа кариера
От 1990 до 1992 г. е заместник-председател на Варненски районен съд, а между 1998 и 2001 г. е негов председател. 
В периода 1992 - 1998 г. ръководи последователно управление „Правно“ и управление „Местна администрация, законност и обществен ред“ в Областна администрация-Варна. 
През 1995 г. специализира в Съединени американски щати - в Националния център за съдии в Рино, Невада и в Националния център за щатски съдилища в Уилямсбърг, Вирджиния.
Август 2001 г. е назначена за заместник-министър на правосъдието в правителството на Симеон Сакскобургготски. От октомври същата година е председател на Съвета на директорите на „Слънчев бряг“ АД.
На 13-ти юли 2007 г. съветът на тройната коалиция (БСП, НДСВ, ДПС) посочва Тачева за министър на правосъдието в правителството на Сергей Станишев на мястото на подалия оставка Георги Петканов. XL народно събрание я избира на 18 юли.
Тачева става член на съвета на директорите и изпълнителен директор на „Феста Холдинг“ АД през 2010 година.
На свое заседание от 29 юни 2016 г. Управителният съвет на Националния институт на правосъдието (НИП) я избира за директор.
На 5-ти април 2021 г. Управителният съвет на НИП преизбира Миглена Тачева за директор. От 7-членния УС единственият глас против е на тогавашния председател на Върховен касационен съд Лозан Панов.